# 小俣進
小俣 進（おまた すすむ、1951年8月18日 - ）は、神奈川県出身の元プロ野球選手（投手）。 

## 来歴
私立藤沢商業高等学校から日本コロムビア・大昭和製紙富士を経て1972年のドラフト5位で広島に入団。1975年12月、萩原康弘との交換で巨人に移籍。
巨人時代に左のオーバーハンドからストレート、カーブ、フォーク、シンカーを武器に1軍に定着し、主に中継ぎとして起用されプロ初勝利を記録。1980年1月に庄司智久・田村勲と共に古賀正明・小川清一との3対2の大型トレードでロッテに移籍した。
ロッテでは左腕先発が水谷則博一人というチーム事情から先発として起用され1980年にはプロ初完投・初完封も記録した。しかし慢性的な制球難のため、1年を通じ先発ローテーションを任されることはなく、救援との兼務に留まった。1984年11月に金銭トレードにて日本ハムに移籍も1軍登板はなく1985年11月現役引退となる。
現役引退後
現役引退後は打撃投手(1986年ロッテ、1987 - 1992年巨人)を務めた後、1993年に長嶋茂雄が巨人監督に就任するとともに専属広報となる。長嶋の監督退任後は終身名誉監督付き総務部主任を務め、その後はスカウトとして星野真澄などを担当した。プロ野球コンベンション2011では、内海哲也、長野久義、藤村大介、阿部慎之助、澤村拓一、林羿豪の6選手と共にスタッフ部門賞で表彰される。
2011年12月末で退団。社会人野球・セガサミーでスタッフを務めている。

## 人物
藤沢商業野球部の同期に「ラーメンの鬼」の異名をとった佐野実がいる。佐野は野球で小俣には敵わないと応援団に転部。小俣が不甲斐ないピッチングをするとヤキを入れたという。佐野とは高校卒業後も親交があり(詳しくは佐野の項参照)、佐野のラーメン店に足を運んだこともあった。

## 詳細情報

### 年度別投手成績
| 年 度    | 球 団    | 登 板 | 先 発 | 完 投 | 完 封 | 無 四 球 | 勝 利 | 敗 戦 | セ 丨 ブ | ホ 丨 ル ド | 勝 率 | 打 者 | 投 球 回 | 被 安 打 | 被 本 塁 打 | 与 四 球 | 敬 遠 | 与 死 球 | 奪 三 振 | 暴 投 | ボ 丨 ク | 失 点 | 自 責 点 | 防 御 率 | W H I P |
| -------- | -------- | ----- | ----- | ----- | ----- | -------- | ----- | ----- | -------- | ----------- | ----- | ----- | -------- | -------- | ----------- | -------- | ----- | -------- | -------- | ----- | -------- | ----- | -------- | -------- | ------- |
| 1974     | 広島     | 1     | 0     | 0     | 0     | 0        | 0     | 0     | 0        | --          | ----  | 6     | 0.2      | 2        | 0           | 2        | 0     | 0        | 0        | 0     | 0        | 1     | 1        | 13.50    | 6.00    |
| 1975     | 広島     | 11    | 1     | 0     | 0     | 0        | 0     | 1     | 0        | --          | .000  | 43    | 9.0      | 12       | 1           | 7        | 0     | 0        | 5        | 0     | 0        | 10    | 10       | 10.00    | 2.11    |
| 1977     | 巨人     | 30    | 2     | 0     | 0     | 0        | 3     | 0     | 1        | --          | 1.000 | 230   | 57.0     | 39       | 6           | 24       | 4     | 2        | 38       | 2     | 0        | 18    | 18       | 2.84     | 1.11    |
| 1978     | 巨人     | 29    | 2     | 0     | 0     | 0        | 2     | 1     | 0        | --          | .667  | 249   | 57.1     | 60       | 3           | 29       | 1     | 0        | 28       | 1     | 1        | 27    | 27       | 4.26     | 1.55    |
| 1979     | 巨人     | 21    | 1     | 0     | 0     | 0        | 0     | 0     | 1        | --          | ----  | 129   | 29.0     | 29       | 4           | 18       | 0     | 1        | 16       | 1     | 0        | 19    | 18       | 5.59     | 1.62    |
| 1980     | ロッテ   | 26    | 10    | 3     | 2     | 0        | 6     | 4     | 0        | --          | .600  | 453   | 108.2    | 95       | 14          | 52       | 0     | 2        | 73       | 3     | 0        | 45    | 42       | 3.47     | 1.39    |
| 1981     | ロッテ   | 19    | 6     | 0     | 0     | 0        | 2     | 3     | 0        | --          | .400  | 247   | 48.2     | 68       | 9           | 38       | 0     | 3        | 17       | 1     | 0        | 45    | 45       | 8.27     | 2.18    |
| 1982     | ロッテ   | 27    | 12    | 4     | 0     | 0        | 3     | 5     | 0        | --          | .375  | 476   | 108.2    | 102      | 13          | 60       | 2     | 2        | 38       | 3     | 1        | 52    | 51       | 4.21     | 1.49    |
| 1983     | ロッテ   | 10    | 5     | 0     | 0     | 0        | 0     | 4     | 0        | --          | .000  | 140   | 28.1     | 40       | 7           | 21       | 1     | 1        | 20       | 1     | 0        | 25    | 23       | 7.31     | 2.15    |
| 通算:9年 | 通算:9年 | 174   | 39    | 7     | 2     | 0        | 16    | 18    | 2        | --          | .471  | 1973  | 447.1    | 447      | 57          | 251      | 8     | 11       | 235      | 12    | 2        | 242   | 235      | 4.73     | 1.56    |

- 各年度の太字はリーグ最高

### 記録
- 初登板：1974年10月5日、対中日ドラゴンズ25回戦（広島市民球場）、4回表1死に4番手で救援登板、2/3回1失点
- 初奪三振：1975年5月28日、対読売ジャイアンツ6回戦（後楽園球場）、5回裏に堀内恒夫から
- 初先発：1975年6月17日、対ヤクルトスワローズ10回戦（明治神宮野球場）、2回1/3を5失点で敗戦投手
- 初勝利：1977年6月30日、対阪神タイガース17回戦（後楽園球場）、4回表2死に2番手で救援登板・完了、5回1/3を無失点
- 初先発勝利：1977年8月29日、対ヤクルトスワローズ21回戦（明治神宮野球場）、6回1/3を2失点
- 初セーブ：1977年9月17日、対阪神タイガース25回戦（後楽園球場）、9回表に2番手で救援登板・完了、1回無失点
- 初完投勝利・初完封勝利：1980年8月28日、対阪急ブレーブス後期7回戦（川崎球場）

### 背番号
- 50 （1973年 - 1974年）
- 29 （1975年）
- 46 （1976年 - 1979年）
- 26 （1980年 - 1984年）
- 41 （1985年）
- 70 （1986年）
- 96 （1987年 - 1988年）
- 115 （1989年 - 1992年）